# Stongland
Stongland (Stonglandet) ist eine Halbinsel im äußersten Süden der Insel Senja im norwegischen Fylke (Provinz) Troms. Sie gehört verwaltungsmäßig zur Kommune Senja.

## Geographie
Die Halbinsel hat eine Ausdehnung von 9 km von Nordosten nach Südwesten und von 7 km von West nach Ost. Sie ist im Norden vom Hauptteil der Insel durch den 6 km langen, vom Vågsfjord im Westen ausgehenden Fjord Eidepollen getrennt und nur im äußersten Osten durch den nur 350 m breiten und 200 m langen Isthmus Stonglandseid, der den Eidepollen vom Tranøyfjord im Osten trennt, mit Senja verbunden. Westlich der Halbinsel erstreckt sich der Vågsfjord, im Süden und Osten ragt die Halbinsel weit in den Tranøyfjord hinein.
Im Westen der Halbinsel liegt der tief eingeschnittene, etwa 3 × 4 km große Hofsøybotn, dessen von einer Straßenbrücke überquerter Durchlass zum Vågsfjord nur 70 m breit ist und der daher nahezu ein Binnensee ist. Das Innere von Stongland ist gebirgig und erreicht im Stangnesfjell im Südwesten eine Höhe von 301 m, im Nordosten im Leirfjell 249 m.

## Siedlungen und Infrastruktur
Die Halbinsel ist an ihren Küsten besiedelt, allerdings nur sehr dünn. Größter Ort – mit etwa 230 Einwohnern sowie Schule, Kirche, Altenheim und Dorfladen – ist Stonglandseid (oder einfach Eid) an und auf dem Isthmus, das jedoch mehrheitlich nicht auf Stongland selbst, sondern nördlich des Isthmus auf dem Hauptteil von Senja liegt. Die Gesamtzahl der Einwohner in den übrigen Siedlungen auf Stongland betrug 2011 94.
In Stonglandseid endet die Provinzialstraße Fv860, die nach Osten entlang dem Südufer von Senja bis nach Silsand und zur Gisundbrua auf das Festland führt. Von Stonglandseid westwärts geht die Fv221 am Nordufer des Eidepollen nach Skrolsvik, wo es eine schnelle Bootsverbindung mit Harstad gibt. Südlich von Stonglandseid gehen die Fv223 nach Süden und eine Gemeindestraße nach Westen auf die Halbinsel Stongland entlang deren Küsten. An der Fv223 auf der Ostseite liegen die Siedlungen Valvåg an der Ostküste und Lekangsund am Südostende, und von dort geht eine Gemeindestraße entlang der Südküste bis nach Stangnes, dem südlichsten Dorf auf Senja. Die Gemeindestraße von Stonglandseid geht bis nach Hofsøy am Vågsfjord.